# Quyền Anh tại Đại hội Thể thao Đông Nam Á 2011
Quyền Anh tại Đại hội Thể thao Đông Nam Á năm 2011 là một trong những môn thi đấu chính thức tại SEA Games lần thứ 26, được tổ chức tại thành phố Palembang, Indonesia, từ ngày 14 đến ngày 21 tháng 11 năm 2011. Các trận đấu diễn ra tại Đại học Sriwijaya, Palembang, Indonesia.
Chương trình thi đấu gồm 14 hạng cân chính thức, bao gồm 8 hạng cân dành cho nam (49 kg, 52 kg, 56 kg, 60 kg, 64 kg, 69 kg, 75 kg, 81 kg) và 6 hạng cân dành cho nữ (46 kg, 48 kg, 51 kg, 54 kg, 57 kg, 60 kg). Đoàn thể thao Thái Lan dẫn đầu môn thi đấu này khi giành tổng cộng 7 huy chương vàng.

## Tóm tắt kết quả

### Nam
| Hạng cân                 | Vàng                         | Bạc                           | Đồng                                     |
| ------------------------ | ---------------------------- | ----------------------------- | ---------------------------------------- |
| Light flyweight 49 kg    | Kaeo Pongprayoon · Thái Lan  | Huỳnh Ngọc Tân · Việt Nam     | Denisius Agustinus Hitarihun · Indonesia |
| Light flyweight 49 kg    | Kaeo Pongprayoon · Thái Lan  | Huỳnh Ngọc Tân · Việt Nam     | Wai Phyo Tun · Myanmar                   |
| Flyweight 52 kg          | Julio Bria · Indonesia       | Chatchai Butdee · Thái Lan    | Rey Saludar · Philippines                |
| Flyweight 52 kg          | Julio Bria · Indonesia       | Chatchai Butdee · Thái Lan    | Htet Aung · Myanmar                      |
| Bantamweight 56 kg       | Worapoj Petchkoom · Thái Lan | Trần Quốc Việt · Việt Nam     | Kyaw Kyaw Latt · Myanmar                 |
| Bantamweight 56 kg       | Worapoj Petchkoom · Thái Lan | Trần Quốc Việt · Việt Nam     | Rafly Langi · Indonesia                  |
| Lightweight 60 kg        | Charly Suarez · Philippines  | Matius Mandiangan · Indonesia | Muhamad Ridhwan Ahmad · Singapore        |
| Lightweight 60 kg        | Charly Suarez · Philippines  | Matius Mandiangan · Indonesia | Sailom Adi · Thái Lan                    |
| Light welterweight 64 kg | Dennis Galvan · Philippines  | Afdan Bachtila · Indonesia    | Svay Ratha · Campuchia                   |
| Light welterweight 64 kg | Dennis Galvan · Philippines  | Afdan Bachtila · Indonesia    | Khir Akyazlan · Malaysia                 |
| Welterweight 69 kg       | Apichet Saensit · Thái Lan   | Wai Lin Aung · Myanmar        | Trương Đình Hoàng · Việt Nam             |
| Welterweight 69 kg       | Apichet Saensit · Thái Lan   | Wai Lin Aung · Myanmar        | Elio Jenoveva · Đông Timor               |
| Middleweight 75 kg       | Alex Tatontos · Indonesia    | Muhammad Farkhan · Malaysia   | Chhuon Sok Leng · Campuchia              |
| Middleweight 75 kg       | Alex Tatontos · Indonesia    | Muhammad Farkhan · Malaysia   | Manus Boonjumnong · Thái Lan             |
| Light heavyweight 81 kg  | Lương Văn Toản · Việt Nam    | Aung Ko Ko · Myanmar          | Huot Sam Ath · Campuchia                 |
| Light heavyweight 81 kg  | Lương Văn Toản · Việt Nam    | Aung Ko Ko · Myanmar          | Mohd Fairus Azwan · Malaysia             |

### Nữ
| Hạng cân              | Vàng                           | Bạc                            | Đồng                            |
| --------------------- | ------------------------------ | ------------------------------ | ------------------------------- |
| Pinweight 46 kg       | Josie Gabuco · Philippines     | Trịnh Thị Diễm Kiều · Việt Nam | Phaisavane Nok · Lào            |
| Pinweight 46 kg       | Josie Gabuco · Philippines     | Trịnh Thị Diễm Kiều · Việt Nam | Apriliany Pricilia · Indonesia  |
| Light flyweight 48 kg | Alice Aparri · Philippines     | Thet Htar San · Myanmar        | Selly Wanimbo · Indonesia       |
| Light flyweight 48 kg | Alice Aparri · Philippines     | Thet Htar San · Myanmar        | Ai Jim · Malaysia               |
| Flyweight 51 kg       | Sopida Satumrum · Thái Lan     | Irene Sasihiang · Indonesia    | Nguyễn Thị Tuyết Mai · Việt Nam |
| Flyweight 51 kg       | Sopida Satumrum · Thái Lan     | Irene Sasihiang · Indonesia    | Songka · Lào                    |
| Bantamweight 54 kg    | Peamwilai Laopeam · Thái Lan   | Nesthy Petecio · Philippines   | Vilayphone Tawane · Lào         |
| Featherweight 57 kg   | Tassamalee Thongjan · Thái Lan | Lưu Hồ Diệp · Việt Nam         | Welmi Paryama · Indonesia       |
| Featherweight 57 kg   | Tassamalee Thongjan · Thái Lan | Lưu Hồ Diệp · Việt Nam         | Kyu Kyu Hlaing · Myanmar        |
| Lightweight 60 kg     | Sudaporn Seesondee · Thái Lan  | Ngô Thị Chung · Việt Nam       | -                               |

## Bảng huy chương
| Hạng                | Đoàn                | Vàng | Bạc | Đồng | Tổng số |
| ------------------- | ------------------- | ---- | --- | ---- | ------- |
| 1                   | Thái Lan            | 7    | 1   | 2    | 10      |
| 2                   | Philippines         | 4    | 1   | 1    | 6       |
| 3                   | Indonesia           | 2    | 3   | 5    | 10      |
| 4                   | Việt Nam            | 1    | 5   | 2    | 8       |
| 5                   | Myanmar             | 0    | 3   | 4    | 7       |
| 6                   | Malaysia            | 0    | 1   | 3    | 4       |
| 7                   | Lào                 | 0    | 0   | 3    | 3       |
| 7                   | Campuchia           | 0    | 0   | 3    | 3       |
| 9                   | Đông Timor          | 0    | 0   | 1    | 1       |
| 9                   | Singapore           | 0    | 0   | 1    | 1       |
| Tổng số (10 đơn vị) | Tổng số (10 đơn vị) | 14   | 14  | 25   | 53      |